# Zelen Dol, Blagoevgrad
Zelen Dol (în bulgară Зелен Дол) este un sat în comuna Blagoevgrad, regiunea Blagoevgrad,  Bulgaria. 

## Demografie
Componența etnică a satului Zelen Dol
     Bulgari (99,09%)
     Nicio identificare (0,9%)
     Altele (0%)
La recensământul din 2011, populația satului Zelen Dol era de 220 locuitori. Din punct de vedere etnic, majoritatea locuitorilor (99,09%) erau bulgari. Pentru 0,9% din locuitori nu este cunoscută apartenența etnică.